# La Motte-Saint-Jean
 La Motte-Saint-Jean  es una población y comuna francesa, en la región de Borgoña, departamento de Saona y Loira, en el distrito de Charolles y cantón de Digoin.

## Demografía
| 1162 | 1215 | 1253 | 1269 | 1236 | 1175 |
| Para los censos de 1962 a 1999 la población legal corresponde a la población sin duplicidades (Fuente: INSEE [Consultar]) |      |      |      |      |      |